# Deliathis incana
Deliathis incana är en skalbaggsart som först beskrevs av Forster 1771.  Deliathis incana ingår i släktet Deliathis och familjen långhorningar. Inga underarter finns listade i Catalogue of Life.